# Cross Creek
Cross Creek ist ein US-amerikanisches Filmdrama aus dem Jahr 1983, das auf der Autobiografie der Schriftstellerin Marjorie Kinnan Rawlings (1896–1953) basiert.

## Handlung
Nachdem ihr neuestes Manuskript vom Herausgeber abgelehnt wurde, entschließt sich die Schriftstellerin Marjorie Kinnan Rawlings aus New York im Jahr 1928, ihren Mann Charles zu verlassen und nach Florida zu ziehen. Dort hat sie eine Orangenplantage gekauft. Mit dem Auto schafft sie es bis zu der Stadt Cross Creek, die der Plantage am nächsten ist, dort bleibt ihr Auto liegen. Der Einwohner Norton Baskin bringt sie bis zu der Plantage. Marjories Besitz ist von Unkraut überwuchert und die Hütte baufällig. Marjorie beginnt, ihren Besitz aufzuräumen.
Die Einwohner der Stadt nehmen bald Kontakt zu Marjorie auf. Sie lernt Marsh Turner und dessen Tochter Ellie, die ein Rehkitz großzieht, kennen. Geechee, eine Schwarze, bietet ihr an, trotz des niedrigen Lohnes für sie zu arbeiten. Marjorie beginnt mit einem neuen Roman und hofft, ihn veröffentlichen zu können. Ein junges verheiratetes Paar kommt auf die Plantage. Die junge Frau ist hochschwanger. Marjorie gibt ihnen ein Zimmer der Hütte.
Mit der Hilfe von Geechee und Baskin kann Marjorie die Bewässerungsanlage in Gang setzen. Das Paar bekommt das Kind, während Ellies Vater droht, das Rehkitz zu töten, weil es zu viel frisst. Geechees Ehemann kommt auf der Plantage an. Er ist aus dem Gefängnis entlassen worden. Marjorie bietet ihm Arbeit an, doch die lehnt er ab. Geechee will mit ihrem Mann, der trinkt und spielt, die Plantage verlassen. Marjorie sagt ihr, dass sie traurig sein werde, wenn Geechee sie verlassen würde. Geechee entscheidet sich zu bleiben.
Marjorie hat ihren Roman, eine düstere Liebes- und Horrorgeschichte, beendet und bietet das Manuskript dem Herausgeber Max Perkins an. Wieder bekommt Marjorie eine Ablehnung. Perkins schreibt ihr einen Brief, in dem er sie auffordert, Geschichten über die Leute, die sie in ihren eigenen Briefen beschrieben hat, zu schreiben, anstelle der üblichen Romane über englische Gouvernanten. Marjorie schreibt die Geschichte des jungen verheirateten Paares nieder.
Marjorie besucht die Turners, um an Ellies Geburtstag teilzunehmen. Als das Rehkitz wieder einmal ausreißt und dabei die ganze Gemüseernte der Familie frisst, wird es von Marsh erschossen. Marsh begibt sich in die Stadt und betrinkt sich. Der Sheriff bemerkt Marsh, der sein Gewehr dabei hat. Er fordert Marsh auf, ihm das Gewehr zu geben. Marsh reicht es ihm, der Sheriff fühlt sich angegriffen und erschießt Marsh. Marjorie schreibt diese Tragödie ebenso nieder. Max Perkins besucht Marjorie und akzeptiert ihre Geschichten. Norton macht Marjorie einen Heiratsantrag, den sie nach kurzem Zögern annimmt.

## Hintergrund
Seine Premiere feierte der Film im Mai 1983 bei den Internationalen Filmfestspielen von Cannes. In den USA startete er am 21. September 1983. In Deutschland wurde er erstmals am 16. Dezember 1989 im Rahmen einer TV-Premiere des Senders DFF gezeigt.
Einen Gastauftritt hatte der echte Norton Baskin als Mann im Schaukelstuhl, der der ankommenden Marjorie die Richtung zum Postamt zeigt.
Im Film wird beschrieben, wie Marjorie Rawlings zu den Ideen ihrer Bücher Jacob’s Ladder und The Yearling kam. Jacob’s Ladder basierte dabei auf der Geschichte des jungen Paares, während die Geschehnisse bei Ellies Geburtstag die Grundlage für The Yearling bildeten.

## Kritiken
Das Lexikon des internationalen Films urteilte: „Nach den Erinnerungen der Autorin, aber recht freizügig im Umgang mit den Fakten und im Lokalkolorit übertrieben dick aufgetragen.“ Variety bemängelte die bereinigte Version der Biografie, die nicht zwingend erscheine und nur wenig Einblicke in den künstlerischen Prozess erlaube.

## Auszeichnungen
Der Film wurde mehrfach nominiert, gewann aber keinen der Filmpreise. 1984 gab es vier Oscar-Nominierungen in den Kategorien Bester Nebendarsteller (Rip Torn), Beste Nebendarstellerin (Alfre Woodard), Beste Filmmusik und Bestes Kostümdesign (Joe I. Tompkins).
Dana Hill wurde als Beste Nebendarstellerin für den Young Artist Award nominiert. Der Film wurde auch in der Kategorie Bester Familienfilm nominiert. Bei den Internationalen Filmfestspielen von Cannes lief er zudem im Wettbewerb um die Goldene Palme.